# Palazzo Comunale (Langhirano)
Il Palazzo Comunale è un edificio dalle forme rinascimentali, situato in piazza Ferrari 1 a Langhirano, in provincia di Parma.

## Storia
La struttura originaria fu costruita nella prima metà del XIII secolo quale residenza del capitano di giustizia, per volere del vescovo di Parma Grazia, feudatario di Langhirano.
Nei primi anni del XVII secolo l'edificio medievale fu modificato e trasformato in una villa rinascimentale.
Nel 1660 il duca di Parma Ranuccio II Farnese investì della contea di Langhirano Antonio Garimberti; anche la proprietà del palazzo passò ai conti, che mantennero i diritti feudali fino alla loro abolizione sancita da Napoleone nel 1805; l'edificio fu quindi acquistato dalla famiglia Montali, che nel 1832 lo alienò all'avvocato Ottavio Ferrari.
L'Amministrazione comunale di Langhirano comprò la struttura per 17 000 lire il 4 marzo del 1889 e la adibì a propria sede.

## Descrizione

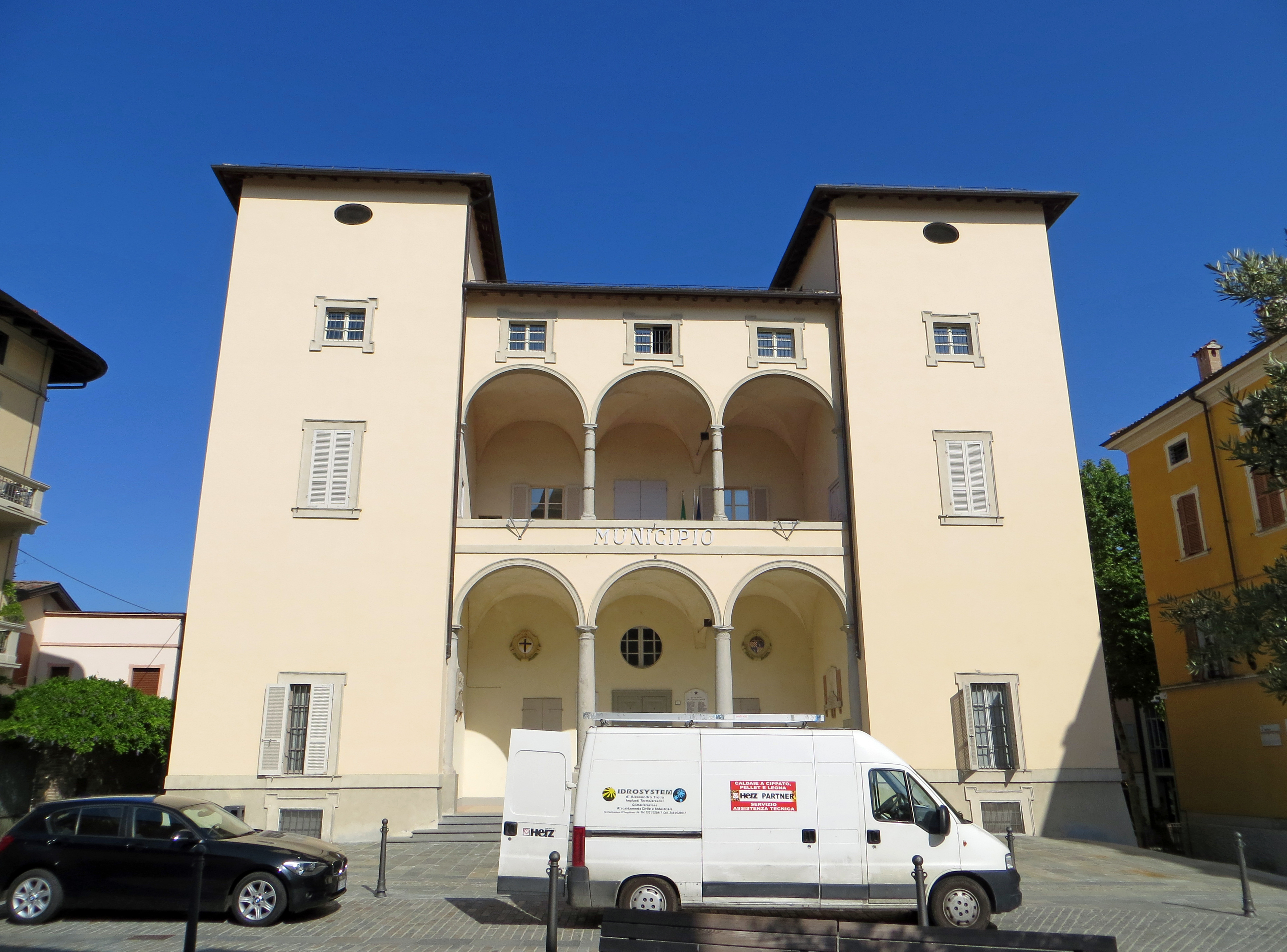
Facciata

Il palazzo si sviluppa su una pianta quadrata, con quattro torri poste nelle estremità.
La simmetrica facciata principale, interamente intonacata, si innalza su tre livelli fuori terra. Nella parte centrale è presente al livello terreno un alto porticato a tre arcate a tutto sesto, retto da colonne in arenaria coronate da capitelli dorici; al piano superiore si apre un analogo loggiato, mentre superiormente sono poste tre piccole finestre quadrate delimitate da cornici. Ai lati si elevano i due torrioni, caratterizzati dall'andamento a scarpa del basamento; i tre livelli principali presentano aperture inquadrate da cornici, mentre all'ultimo piano sono collocate piccole finestre ovali.
L'opposto prospetto a est è speculare alla facciata e presenta un identico porticato con loggiato sovrastante.
All'interno si trovano al livello terreno vari ambienti decorati con affreschi a riquadri risalenti alla prima metà del XIX secolo e arredati con mobili della stessa epoca.
Il salone espone alcuni dipinti raffiguranti Tartari con cani alani, realizzati alla fine del XVII secolo probabilmente dal pittore Giovanni Francesco Cassana. L'ufficio del sindaco ospita inoltre un armadio a muro intagliato tardo-seicentesco.